# Adoro
"Adoro" es una canción del cantautor mexicano Armando Manzanero. La canción fue grabada y lanzada originalmente por RCA en 1967, convirtiéndose en una de las canciones más conocidas de Manzanero. La revista Momento en 1969 informó que la canción ya había vendido 250.000 copias y había sido grabada en unas 60 versiones en sus primeros dos años.

## Versiones
Después de la ejecución inicial de "sesenta versiones" de 1967 a 1969 destacadas por la revista Momento, la canción ha sido versionada por artistas como:
- "I Adore You", versión en inglés cantada por Andra Willis, con nueva letra en inglés de Sunny Skylar 1971
- "Ben böyleyim", versión turca de Ayten Alpman en 1975
- Nini Rosso 1972
- Salomé 1970
- Adoro (Don't Tempt Me) de The Brass Ring con Phil Bodner 1968
- Franck Pourcel y su orquesta - como canción principal del álbum del mismo nombre de 1970, que obtuvo el disco de oro en Japón.
- Plácido Domingo - como canción principal del álbum del mismo nombre 1982 [2]
- Alejandro Sanz, en El Alma al Aire y a dúo en el disco Duetos de Manzanero.
- Noe Pro y los semitonos
- La cantante italiana Mina del álbum Lochness de 1993.
- Ketil Bjørnstad y Svante Henryson en Night Song
- Bronco en Por el Mundo (1992), [3] #7 en la lista Billboard Hot Latin Tracks. [4] Ganador del BMI Latin Award en 1994. [5] También grabado para el disco en vivo Primera Archivo (2017) con Julieta Venegas. [6]
- David Bisbal en 2011.